# Riccardo Zoidl
Riccardo Zoidl (* 8. April 1988 in Linz) ist ein österreichischer Continental-Radrennfahrer.

## Karriere
Riccardo Zoidl wuchs in Goldwörth auf und begann seine Karriere 2007 bei dem österreichischen Continental Team RC ARBÖ Resch & Frisch Gourmetfein Wels. 2009 nahm er am U23-Straßenrennen der Weltmeisterschaft teil, welches er aber nicht beenden konnte. In der Saison 2010 wurde Zoidl unter anderem Siebter der Gesamtwertung bei der Tour de Berlin und Neunter bei der Thüringen-Rundfahrt. 2011 gewann er die Tobago Cycling Classic, sowie das Mannschaftszeitfahren und eine weitere Etappe der Sibiu Cycling Tour. Außerdem wurde er Zweiter im Straßenrennen der österreichischen Meisterschaft.
2012 errang Zoidl den österreichischen Meistertitel im Einzelzeitfahren, gewann die Gesamtwertung der Tchibo Top Rad Liga und das Eintagesrennen Velká Bíteš–Brno–Velká Bíteš. Bei der Weltmeisterschaft 2012 in der niederländischen Provinz Limburg wurde er beim Einzelzeitfahren 14., was die beste Platzierung eines Österreichers bei einer Weltmeisterschafwart.
Im Jahr 2013 konnte er die Internationalen Rennen Circuit des Ardennes und Tour de Bretagne gewinnen, zudem wurde er Österreichischer Meister im Straßenrennen und am Berg. Er gewann auch die Oberösterreich-Rundfahrt und die Österreich-Rundfahrt. Daraufhin führte er, als erster Österreicher, die Wertung der UCI Europe Tour 2013 an, die er dann auch abschließend gewann.
Im Jahr 2014 wechselte er zum US-amerikanischen UCI ProTeam Trek Factory Racing und bestritt mit dem Giro d’Italia 2014 seine erste Grand Tour, die er auf Rang 40 der Gesamtwertung beendete. Anschließend wurde er wiederum österreichischer Meister im Straßenrennen.
Nach zwei Jahren beim Continental Team Felbermayr Simplon Wels erhielt Zoidl für die Saison 2019 einen Vertrag beim CCC Team und kehrte so für ein Jahr in die UCI WorldTour zurück.
Er bekam jedoch keine weitere Vertragsverlängerung und musste daher wieder in den Continentalbereich absteigen.
Bei der Landtagswahl 2021 kandidierte er für die Oberösterreichische Volkspartei auf dem 23. Listenplatz der Landesliste.

## Erfolge
2011
- eine Etappe und Mannschaftszeitfahren Sibiu Cycling Tour

2012
- Österreichischer Staatsmeister – Einzelzeitfahren
- Mannschaftszeitfahren Tour of Szeklerland

2013
- Gesamtwertung und eine Etappe Circuit des Ardennes
- Gesamtwertung und eine Etappe Tour de Bretagne
- Österreichischer Staatsmeister – Berg
- Raiffeisen Grand Prix
- Gesamtwertung und zwei Etappen Oberösterreichrundfahrt
- Österreichischer Staatsmeister – Straßenrennen
- Gesamtwertung Österreich-Rundfahrt
- Kroatien-Slowenien
- Einzelwertung UCI Europe Tour

2014
- Österreichischer Staatsmeister – Straßenrennen

2016
- eine Etappe und Bergwertung Kroatien-Rundfahrt
- Österreichische Meisterschaft – Einzelzeitfahren

2017
- eine Etappe und Punktewertung Circuit des Ardennes
- eine Etappe Flèche du Sud

2018
- Gesamtwertung und Punktewertung Tour de Savoie Mont-Blanc
- Gesamtwertung, eine Etappe und Punktewertung Czech Cycling Tour

2020
- eine Etappe und Bergwertung Tour of Antalya

## Auszeichnungen
- 2013: Aufsteiger des Jahres bei der Wahl zu Österreichs Sportler des Jahres
- 2013: Radsportler des Jahres von Österreich[6]